# 方正 (1967年)
方正（1967年10月—），男性，汉族，安徽桐城人，1991年加入中国共产党。中华人民共和国政治人物。现任中共六安市委书记。

## 生平
方正早年在安徽大学法学系求学，毕业后进入中共安徽省委任职，步入政坛，先后担任中共安徽省委政策研究室副主任、中共滁州市委常委、副市长。中共安徽省委副秘书长、政策研究室主任、省委办公厅主任等职务。
2020年4月，方正外放地方，出任中共池州市委书记，并于2022年当选为中共二十大代表。2023年11月，接替叶露中担任中共六安市委书记。